# Hoe heurt het eigenlijk?
Hoe heurt het eigenlijk? was een Nederlands televisieprogramma van de AVRO, vanaf 2014 van fusieomroep AVROTROS. In de serie ging Jort Kelder op zoek naar etiquette en tradities in Nederland in diverse lagen van de bevolking, maar met name bij de gefortuneerden, bij 'oud' en 'nieuw geld', bij oude 'chique families' en bij de 'nouveau riche'. Hierbij keek hij hoe het gesteld was met de etiquette, zoals beschreven door Amy Groskamp-ten Have in het boek Hoe hoort het eigenlijk?
In 2011, 2013 en 2015 werd er een kerstspecial uitgezonden, in 2014 een nieuwjaarsspecial en in oktober 2012 een live-uitzending waarbij Kelder tv-sterren ondervroeg.